# 감자칩 민주주의
감자칩 민주주의(Couch Potato Democracy)는 소파에 앉아 감자칩을 먹으면서 정치에 참여한다는 뜻으로써, 인터넷이나 PC통신을 통하여 집에서도 정치 참여가 가능하다는 것을 비유한 용어이다.